# Рейвен, Майкл
Майкл Ре́йвен (англ. Michael Raven, настоящее имя — Майкл Бра́йан (англ. Michael Bryan), Даллас, Техас) — американский порнорежиссёр, член зала славы AVN, лауреат премий AVN и XRCO Award.

## Биография и карьера
Родился в Далласе. Работая продавцом автомобилей, Майкл встретил Сидни Стил, которой продал новый Miata. Они поженились, обнаружили общий интерес к порнографии и свингу и переехали в Лос-Анджелес, чтобы превратить хобби в карьеру. Их брак длился десять лет. Также Майкл был женат на порноактрисе Джулии Энн с 2003 по 2007 год. У Майка есть брат, которого зовут Thomas Priest.

## Награды
- 2000 XRCO Award — лучший режиссёр[7]
- 2001 AVN Award — лучший монтаж, фильм (Watchers), вместе с Sammy Slater[8]
- 2001 AVN Award — лучший сценарий, фильм (Watchers), вместе с George Kaplan[8]
- 2003 AVN Award — лучший режиссёр, видео (Breathless)[8]
- 2003 AVN Award — лучший сценарий, фильм (Breathless), вместе с Devan Sapphire[8]
- 2004 AVN Award — лучший режиссёр, видео (Beautiful)[9]
- 2004 AVN Award — лучший сценарий, видео (Beautiful)[9]
- 2008 зал славы AVN[10]